# Prinzregent-Luitpold-Land
Koordinaten: 77° 30′ S, 32° 0′ W
Das Prinzregent-Luitpold-Land (auch bekannt als Luitpold-Küste, in Argentinien Costa Confín) erstreckt sich von 77° bis 78°15′ südlicher Breite und von 27°54′, bis 36° westliche Länge an der Küste des Weddell-Meeres und bildet den südwestlichen Teil von Coatsland. (Süd-)Westlich des Prinzregent-Luitpold-Landes liegt Queen Elizabeth Land. Im Osten schließt sich die Caird-Küste an. Entdeckt wurde es von Wilhelm Filchner, dem Leiter der Zweiten Deutschen Antarktisexpedition von 1911/12, und ist nach Prinzregent Luitpold von Bayern (1821–1912) benannt. Argentinische Wissenschaftler benannten den Küstenabschnitt nach seiner Lage, da er die östliche Begrenzung des Weddel-Meeres darstellt (spanisch confín ‚Grenze, Ende‘).
Das Prinzregent-Luitpold-Land ist mit Ausnahme von drei kleinen Nunatakgruppen (Littlewood-, Bertrab- und Moltke-Nunataks) vollständig eisbedeckt.